# الميدان (قرية)

تعديل مصدري - تعديل

الميدان هي إحدى قرى مديرية ماوية بمحافظة تعز اليمنية، بلغ تعداد سكانها 663 نسمة حسب التعداد السكاني في اليمن في 2004.